# Priboj (stacja kolejowa)
Priboj (serb. Прибој) – stacja kolejowa w Priboju, w okręgu zlatiborskim, w Serbii.
Stacja znajduje się na ważnej magistrali Belgrad – Bar, w pobliżu rzeki Lim.

## Linie kolejowe
- Linia Belgrad – Bar